# Acacia johnsonii
Acacia johnsonii é uma espécie de leguminosa do gênero Acacia, pertencente à família Fabaceae.